# Natalie Scharf
Natalie Scharf (* 31. Mai 1965 in Wasserburg am Inn) ist eine deutsche Drehbuchautorin und Filmproduzentin.
Sie machte in Wasserburg das Abitur. Seit 2001 arbeitet sie auch fürs Fernsehen als Drehbuchautorin und Produzentin. Scharf ist Geschäftsführerin und alleinige Eigentümerin der 2008 gegründeten Produktionsfirma Seven Dogs Filmproduktion GmbH.
Ihr Jugendroman Bittere Blätter wurde für den Jugendliteraturpreis nominiert.
Sie gewann den Deutschen Fernsehpreis 2023 in der Kategorie Bestes Buch Fiktion für Gestern waren wir noch Kinder.
Scharf wohnt in München, ist verheiratet und hat drei Kinder.

## Filmografie
- 2000: Flashback – Mörderische Ferien
- 2000: Ich kaufe mir einen Mann (Fernsehfilm)
- 2001: Sophie – Sissis kleine Schwester (Zweiteiler)
- 2001: Wilder Hafen Ehe
- 2002: Fahr zur Hölle, Schwester!
- 2003: Plötzlich wieder 16 (Fernsehfilm)
- 2003: Gelübde des Herzen (Fernsehfilm)
- 2004: Eine verflixte Begegnung im Mondschein (Fernsehfilm)
- 2005–2006: Arme Millionäre (Fernsehserie)
- 2006: Der Kranichmann (Fernsehfilm)
- 2006: Und ich liebe dich doch! (Fernsehfilm)
- 2006: Im Himmel schreibt man Liebe anders (Fernsehfilm)
- 2009–2010: Alisa – Folge deinem Herzen
- 2010: Das Geheimnis der Wale (Fernsehfilm)
- 2011: Dschungelkind
- 2012: Tsunami – Das Leben danach (Fernsehfilm)
- seit 2011: Frühling
  - 2011: Für immer Frühling
  - 2012: Frühling für Anfänger
  - 2013: Frühlingskinder
  - 2013: Frühlingsgefühle
  - 2014: Frühlingsgeflüster
  - 2014: Einmal Frühling und zurück
  - 2015: Endlich Frühling
  - 2015: Frühling zu zweit
  - 2016: Zeit für Frühling
  - 2016: Hundertmal Frühling
  - 2017: Schritt ins Licht
  - 2017: Zu früh geträumt
  - 2018: Mehr als Freunde
  - 2018: Wenn Kraniche fliegen
  - 2018: Am Ende des Sommers
  - 2019: Familie auf Probe
  - 2019: Lieb mich, wenn du kannst
  - 2019: Das verlorene Mädchen
  - 2019: Sand unter den Füßen
  - 2019: Weihnachtswunder
  - 2020: Genieße jeden Augenblick
  - 2020: Spuren der Vergangenheit
  - 2020: Liebe hinter geschlossenen Vorhängen
  - 2020: Keine Angst vorm Leben
  - 2021: Mit Regenschirmen fliegen
  - 2021: Schmetterlingsnebel
  - 2021: Große kleine Lügen
  - 2021: Ich sehe was, was du nicht siehst
  - 2021: Weihnachtsgrüße aus dem Himmel
  - 2022: Auf den Hund gekommen
  - 2022: An einem Tag im April
  - 2022: Alte Liebe, neue Liebe
  - 2022: Alte Gespenster
  - 2022: Das erste Mal
  - 2022: Eine Handvoll Zeit
  - 2023: Kleiner Engel, kleiner Teufel
  - 2023: Das Mädchen hinter der Tür
  - 2023: Flüsternde Geister
  - 2024: Ein Zebra im Gepäck
  - 2024: Die verschwundenen Eltern
  - 2024: Wenn die Zeit stehen bleibt
  - 2024: Blick ins Morgen
  - 2024: Mit dem Feind im Bett
  - 2024: Holla, die Waldfee
  - 2025: Das Versteck
  - 2025: Die Mutter, die es nie gab
  - 2025: Ich such dich!
  - 2025: Babyalarm
  - 2025: Wenn du nicht still bist, dann…
  - 2025: Mein Geheimnis, dein Geheimnis
- 2017: Honigfrauen
- 2022: Gestern waren wir noch Kinder

## Bücher
- Bittere Blätter. Spectrum-Verlag 1992, ISBN 3-7976-1457-8
- Die schwarze Trommel. Spectrum-Verlag 1993, ISBN 3-7976-1466-7
- Sisis kleine Schwester. Ullstein 2000, ISBN 3-548-25069-6